# Resultados do Carnaval de Porto Alegre em 1996
Resultados do Carnaval de Porto Alegre em 1996. O grupo especial foi vencido pela escola Imperadores do Samba que apresentou o enredo, Perfume, um banho de cheiro.

## Grupo Especial
| Colocação | Escola                     | Pontos | Nota      | Ref.  |
| --------- | -------------------------- | ------ | --------- | ----- |
| 1º        | Imperadores do Samba       | 179    |           | [ 1 ] |
| 2º        | Estado Maior da Restinga   | 178    |           | [ 1 ] |
| 3º        | Bambas da Orgia            | 178    |           | [ 1 ] |
| 4º        | Imperatriz Dona Leopoldina | 170    |           | [ 1 ] |
| 5º        | Filhos da Candinha         | 163    |           | [ 1 ] |
| 6º        | União da Tinga             | 151    |           | [ 1 ] |
| 7º        | Império da Zona Norte      | 149    |           | [ 1 ] |
| 8º        | União da Vila do IAPI      | 149    | Rebaixada | [ 1 ] |
| 9º        | Academia de Samba Praiana  | 122    | Rebaixada | [ 1 ] |

## Grupo A
| Colocação | Escola                        | Pontos | Nota      | Ref.  |
| --------- | ----------------------------- | ------ | --------- | ----- |
| 1º        | Mocidade da Lomba do Pinheiro | 176    | Promovida | [ 1 ] |
| 2º        | Estação Primeira da Figueira  | 170    | Promovida | [ 1 ] |
| 3º        | Unidos do Guajuviras          | 169    |           | [ 1 ] |
| 4º        | Fidalgos e Aristocratas       | 158    |           | [ 1 ] |
| 5º        | Acadêmicos da Orgia           | 157    |           | [ 1 ] |
| 6º        | Embaixadores do Ritmo         | 150    |           | [ 1 ] |
| 7º        | Realeza                       | 140    |           | [ 1 ] |
| 8º        | Unidos da Zona Norte          | 135    | Rebaixada | [ 1 ] |
| 9º        | Diplomatas de Alvorada        | 131    | Rebaixada | [ 1 ] |

## Grupo B
| Colocação | Escola                          | Pontos | Nota      | Ref.  |
| --------- | ------------------------------- | ------ | --------- | ----- |
| 1º        | Integração do Areal da Baronesa | 174    | Promovida | [ 1 ] |
| 2º        | Acadêmicos de Gravataí          | 171,5  | Promovida | [ 1 ] |
| 3º        | Os Astros de Alvorada           | 168    |           | [ 1 ] |
| 4º        | Unidos de Vila Isabel           | 164    |           | [ 1 ] |
| 5º        | Protegidos da Princesa Isabel   | 156    |           | [ 1 ] |
| 6º        | Copacabana                      | 141    |           | [ 1 ] |
| 7º        | Unidos da Vila Mapa             | 131    |           | [ 1 ] |
| 8º        | Academia Samba Puro             | 120    | Rebaixada | [ 1 ] |
| 9º        | Portela                         | 115    | Rebaixada | [ 1 ] |

## Tribos
| Colocação | Tribo        | Ref.  |
| --------- | ------------ | ----- |
| 1º        | Guaianazes   | [ 2 ] |
| 2º        | Os Comanches | [ 2 ] |
| 3º        | Os Tapuias   | [ 2 ] |